# Смородина растопыренная
Смородина растопыренная, или крыжовник растопыренный (лат. Ribes divaricatum) — вид кустарников рода Смородина семейства Крыжовниковые (Grossulariaceae). Естественный ареал находится в Канаде и США. Вид редко культивируется.

## Ботаническое описание

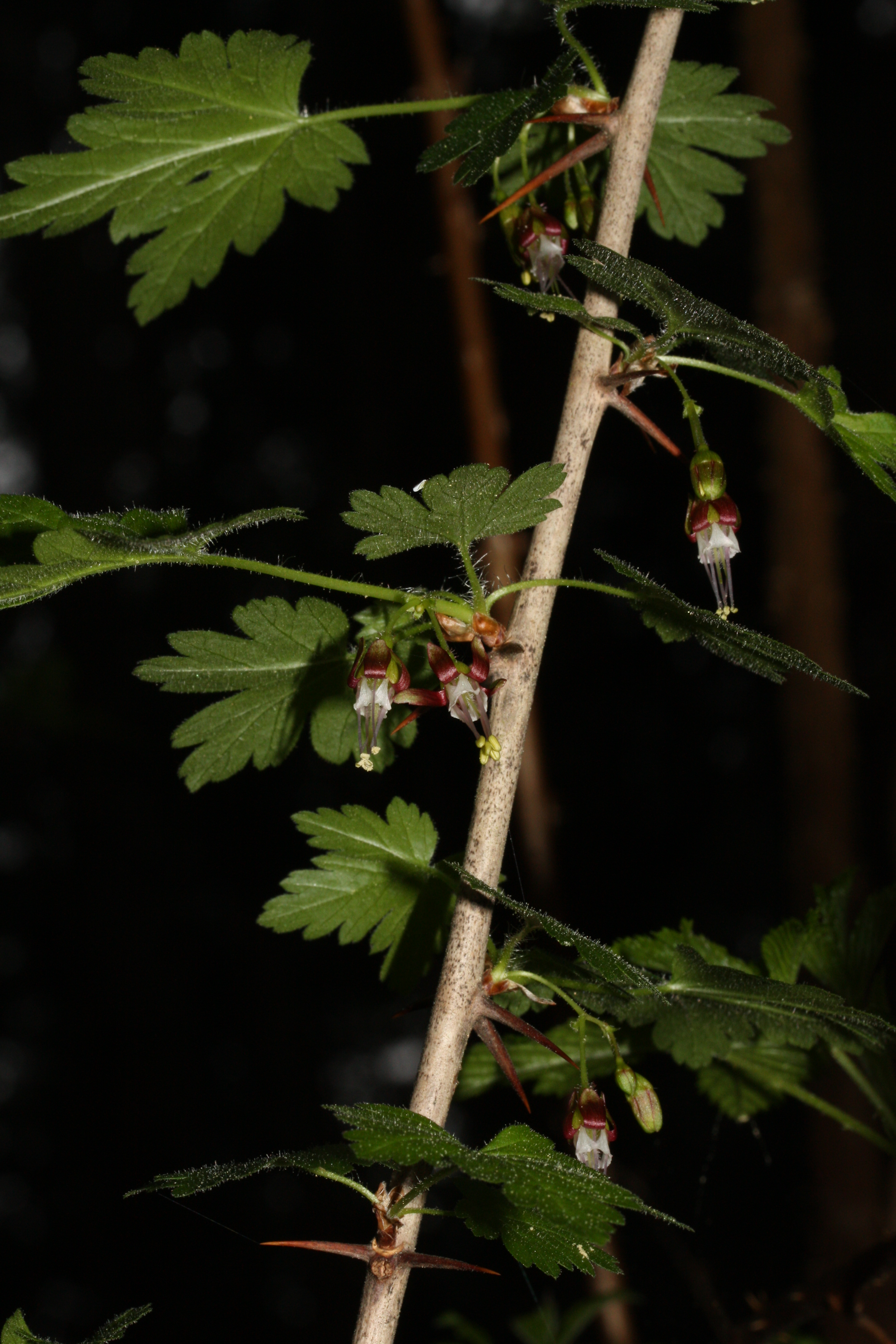
Листья и цветы

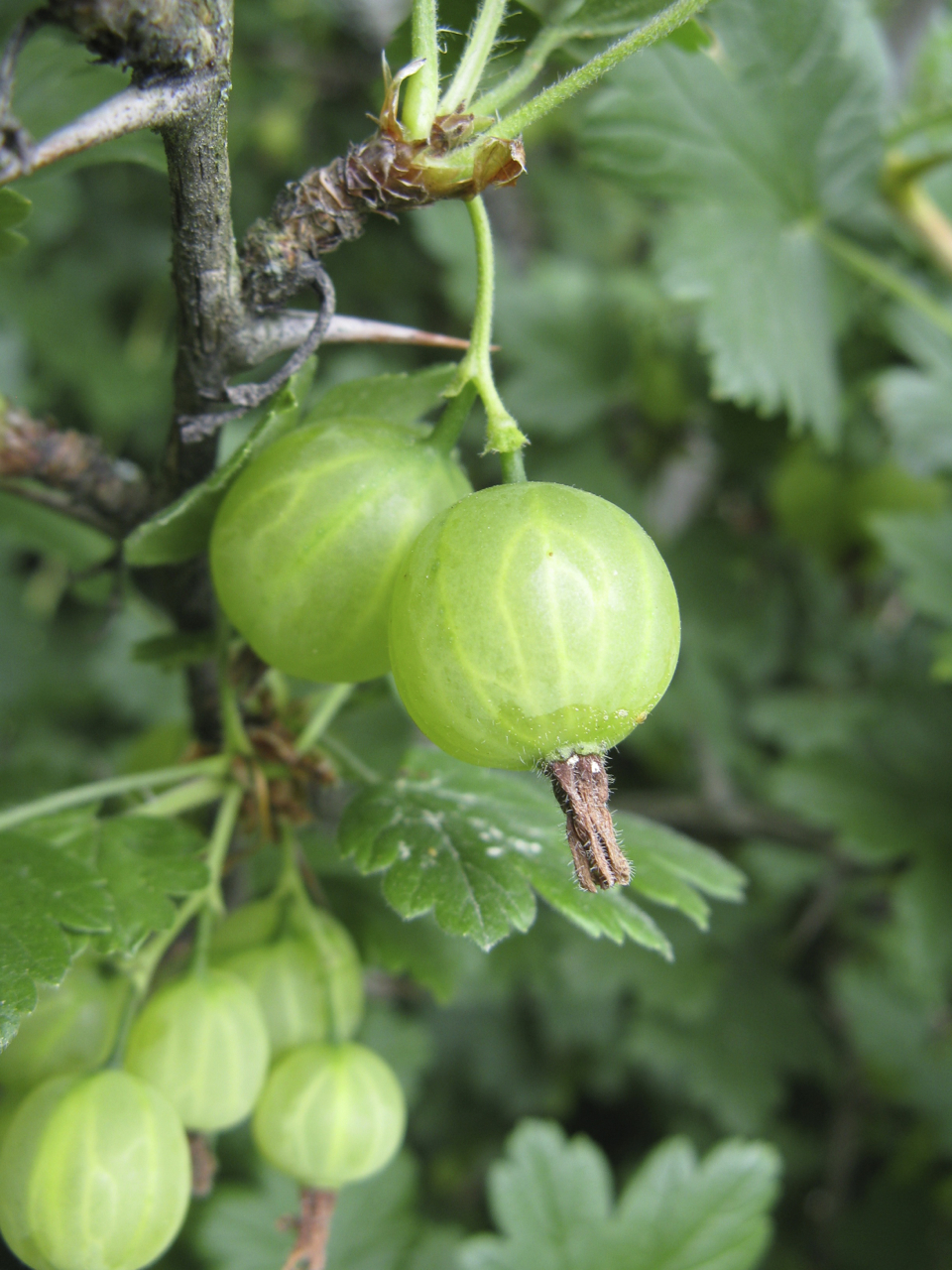
Плоды

Кустарник высотой от 1 до 3 метров с серыми, коричневыми, иногда щетинистыми ветвями. Узлы гладкие или имеют от одного до трёх 5-20-миллиметровых, часто изогнутых шипов. Междоузлия гладкие или с несколькими шипами. Стебель с листьями длиной от 1 до 3 сантиметров, мелковолосистый, иногда с железистыми волосками. Листовая пластинка простая, трех-пятилопастная, округлая или почти почковидная, 2-3,5 см длиной, с сердцевидным или округлым основанием. Доли клиновидные, зубчато-пильчатые с закруглённой верхушкой. Верхняя сторона листа почти голая или мелковолосистая, нижняя сторона опушена.
Цветы одиночные или в соцветиях длиной от 2 до 4 сантиметров. Соцветия — кисти. Прицветники овальные, 1-2 миллиметра длиной, голые или реснитчатые. Цветоножки голые или мелковолосистые, длиной от 3 до 12 миллиметров. Цветы являются гермафродитами. Чашечка цветка обратнояйцевидно-коническая, зеленоватая или красноватая, голая или волосистая, 1,5-3,5 мм длиной, с горизонтальными, узкопродолговатыми, обратно-треугольными, 3,4-6 мм длиной, неперекрывающимися шипами с загнутыми концами. Лепестки прямостоячие, белые, розовые или красные, длиной от 1,2 до 3 миллиметров, клиновидные или обратнояйцевидные, без чётких завитков. Тычинки в 2,5-3,5 раза длиннее лепестков. Нити прямые, голые, длиной от 3,5 до 7 миллиметров. Пыльники кремового цвета, длиной 1 миллиметр с закруглённым кончиком. Завязь голая. Стилеты длиной от 5 до 11 миллиметров, сросшиеся до половины своей длины и волосатые. Плоды чёрно-красные, матовые, округлые, голые, диаметром от 6 до 12 миллиметров, съедобные.
Число хромосом 2n=16.

## Распространение и экология
Ареал находится в канадской провинции Британская Колумбия и в американских штатах Орегон, Вашингтон и Калифорния. Произрастает на болотах в нарушенных лесах, на влажных лугах и сырых полянах в солнечных или слегка затенённых местах.

## Систематика
Впервые вид был научно описан Дэвидом Дугласом в 1830 году. Родовое название Ribes происходит от арабского названия одного из видов ревеня. Это название было принято для смородины в средние века из-за кислого вкуса ягод некоторых видов, напоминающих вкус ревеня. Видовой эпитет divaricatum происходит от латинского и означает «громоздкий».
Выделяют три разновидности:
- Ribes divaricatum var. divaricatum с белыми лепестками длиной 2-3 миллиметра, пестиками длиной 8-11 миллиметров и тычинками длиной 4,5-7 миллиметров. Чашечка цветка длиной от 1,7 до 2,5 миллиметров.
- Ribes divaricatum var. parishii (A. Heller) A.E. Murray с лепестками длиной 2-3 мм, розовыми или красными, стиллами длиной 8-11 мм и тычинками длиной 4,5-7 мм. Чашечка цветка длиной от 2,8 до 3,5 миллиметров.
- Ribes divaricatum var. pubiflorum Koehne с 1,2-1,7 миллиметровыми, белыми лепестками венчика, 5-7 миллиметровыми пестиками и 3,5-4,7 редко 5 миллиметровыми тычинками.

## Использование
Вид редко культивируется. Ягоды съедобны и созревают, когда становятся черными.
Плоды служили пищей для ряда племён коренных американцев Тихоокеанского Северо-Запада, а другие части растения, особенно кора, использовались в медицинских целях.